# U xơ tử cung
U xơ tử cung (Tiếng Anh: Uterine fibroids, hay uterine leiomyoma, myoma, fibromyoma, fibroleiomyoma) là khối u lành tính phát triển từ cơ tử cung. Đây là bệnh rất hay gặp ở phụ nữ trong độ tuổi sinh sản từ 30 đến 50 tuổi . Nguyên nhân của bệnh đang được tìm hiểu, trong đó có nhiều giả thuyết cho rằng u xơ tử cung có liên quan đến yếu tố di truyền, môi trường, thực phẩm, rối loạn nội tiết, béo phì.....

## Cơ chế bệnh sinh và sự phát triển
Hiện tại chưa biết chính xác bệnh sinh của u xơ tử cung. Tuy nhiên u xơ là khối u lệ thuộc chủ yếu vào estrogen và một phần progesterone, các nhà khoa học đã tìm thấy nhiều thụ thể nhạy cảm với hai loại nội tiết tố này trong khối u.
U thường phát triển ở thời kỳ sinh sản của người phụ nữ u có thể có một đến rất nhiều u xơ  và trong nhiều trường hợp khối u xơ có thể chiếm toàn bộ tử cung thậm chí cả ổ bụng . Sau tuổi mãn kinh do nội tiết tố đã bị suy giảm nên u xơ thường nhỏ đi nhưng không mất hẳn.
- U có thể tiến triển thoái hóa như thoái hóa kính (lõi khối u hóa thành một chất dịch màu nâu), thoái hóa dạng nang (lõi khối u hóa thành một chất dịch màu trắng đục), có thể tiến triển thoái hóa vôi (thường sự vôi hóa vỏ khối u tiến dần về lõi khối u) thường gặp ở người phụ nữ lớn tuổi.
- U xơ tử cung có thể bị nhiễm trùng và hoại tử sau sẩy thai, nạo phá thai, hay trong thời kỳ hậu sản.
- Trong lúc mang thai, các mạch máu phát triển không kịp so với sự tăng nhanh kích thước của u, khiến khối u bị thiếu máu và hoại tử. U ở tình trạng này có đặc điểm là hoại tử vô khuẩn.
- U xơ tử cung cũng có thể tiến triển thoái hóa mỡ hay tiến triển ung thư hóa, tỷ lệ chiếm 2/1000 trong tất cả các loại u xơ tử cung tuy nhiên có nhiều tài liệu cho thấy tỉ lệ u thoái hóa ác có thể cao hơn ở tỉ lệ 1/493 các loại u xơ.

## Những biểu hiện ngoài thời kỳ mang thai
- Đau bụng dưới, đặc biệt là vùng tử cung, đặc biệt là vào các kì kinh nguyệt.
- Cơn đau kéo dài khi quan hệ tình dục.
- Xuất huyết âm đạo như rong kinh (kinh kéo dài), rong huyết (xuất huyết ngoài chu kỳ hành kinh), cường kinh (lượng kinh rất nhiều)
- Với u to có thể sờ nắn thấy, sờ trúng sẽ thấy đau, cộm.
- Luôn thấy buồn tiểu do u ép vào bàng quang, nếu u to quá chèn ép vào niệu quản sẽ gây ra thận ứ nước. Nếu u ép đến trực tràng, người bệnh có nguy cơ trĩ và táo bón.
- Khó thụ thai và lâu có con (hiếm muộn)

## Những biểu hiện trong thời kỳ mang thai
- Sẩy thai.
- Ngôi thai bất thường nên khó sanh ngả âm đạo làm tăng nguy cơ sanh mổ.
- Thai chậm tăng trưởng thậm chí suy dinh dưỡng.
- Dễ gây băng huyết do một phần khối u xơ tử cung to làm chậm sự co hồi của tử cung sau sanh.

## Chẩn đoán
Siêu âm là phương pháp thường qui giúp tầm soát và phát hiện u xơ rất phổ biến.
Cộng hưởng từ là phương pháp cao cấp hơn giúp đánh giá tất cả các đặc điểm của khối u xơ và sự tưới máu của khối u xơ tử cung.

## Điều trị
1) Điều trị nội khoa
Thuốc điều trị u xơ tử cung thực chất là các loại nội tiết tố sinh dục, được đưa tạm thời vào cơ thể bệnh nhân để gây ức chế buồng trứng tạm thời không tiết estrogen, nhằm làm cho khối u nhỏ lại (giống như tình trạng mãn kinh). Sau khi ngưng thuốc, buồng trứng sẽ làm việc trở lại và sẽ kích thích khối u tiếp tục phát triển. Phương pháp này chỉ áp dụng cho các khối u lớn chờ phẫu thuật hoặc các u có sự tưới máu tốt giúp làm giảm nguy cơ chảy máu nhiều trong lúc thực hiện phẫu thuật và thủ thuật.
2) Phẫu thuật
Có 03 loại phẫu thuật: mổ hở, mổ nội soi qua thành bụng và mổ nội soi qua ngã âm đạo. Có hai cách chính để loại bỏ khối u xơ tử cung: cắt bỏ tử cung hoàn toàn và mổ bóc u xơ chọn lọc. Đây là phẫu thuật nên cần có biện pháp vô cảm như gây mê, gây tê, và có rủi ro nhất định trong lúc phẫu thuật. Nếu cắt tử cung sẽ làm mất vĩnh viễn khả năng có thai nên chỉ áp dụng đối với các trường hợp u quá to có chảy máu nhiều trong lúc phẫu thuật và phụ nữ đã sinh đủ số con hoặc không mong muốn có con trong tương lai.
3) Phương pháp thuyên tắc mạch máu 
Phương pháp này làm tắc các động mạch nuôi các u xơ tử cung và chỉ áp dụng cho các u xơ tử cung giàu mạch máu. Sau tắc mạch thường sẽ rất đau do khối u xơ tử cung bị hoại tử nhồi máu. Phương pháp này cần gây tê và có nguy cơ sẽ tắc các nhánh cấp máu cho buồng trứng hoặc các vùng cơ tử cung lành nên có một tỉ lệ vô kinh thậm chí vô sinh sau tắc mạch. Phương pháp này nên áp dụng cho các trường hợp khối u xơ tử cung giàu mạch máu và người phụ nữ đã đủ số con hoặc không mong muốn có thêm con trong tương lai.
4) Phương pháp điều trị MRI HIFU
Phương pháp này dùng sóng siêu âm khu trú cường độ cao tạo hiệu ứng nhiệt đốt tế bào đích dưới kiểm soát định vị bằng hình ảnh cộng hưởng từ. Đây là phương pháp điều trị u xơ tử cung tiên tiến nhất thế giới, giúp loại trừ mô đích bất thường trong cơ thể mà không cần phẫu thuật, không chảy máu, không để lại sẹo, không ảnh hưởng đến sức khỏe sinh sản, giúp bảo tồn tử cung, độ an toàn cao. Hôm sau có thể làm việc trở lại. Phương pháp này chỉ áp dụng cho các loại u xơ tử cung nghèo mạch máu nuôi, không áp dụng cho các u xơ tử cung giàu mạch máu.

#### 5) Phương pháp nút mạch[20]
Phương pháp nút mạch (hay còn gây tắc động mạch tử cung) hiểu đơn giản là phương pháp điều trị bệnh u xơ tử cung không phẫu thuật, sử dụng ống thông catheter để đưa vào động mạch đùi, sau đó sẽ đưa các hạt tắc mạch đến các động mạch cấp máu cho khối u, làm khối u thiếu máu và hoại tử theo thời gian.
Mặc dù là một trong những phương pháp điều trị bệnh u xơ tử cung, tuy nhiên, không phải tất cả các trường hợp đều có thể áp dụng phương pháp này. Những điều kiện để thực hiện phương pháp nút mạch là:
- Phụ nữ nằm trong độ tuổi sinh đẻ.
- Từ chối phẫu thuật.
- Muốn giữ lại tử cung.

## Khuyến cáo
Các phương pháp điều trị đều có những ưu điểm và nhược điểm riêng. Không có phương pháp nào có ưu điểm hơn phương pháp còn lại mà điều quan trọng là tất cả các bệnh nhân u xơ tử cung đã có biến chứng trước khi chọn lựa bất kỳ một phương pháp điều trị nào cũng đều cần nên chụp cộng hưởng từ vùng chậu để đánh giá chính xác đặc điểm khối u xơ tử cung cũng như mức độ tưới máu của u xơ tử cung, đây là thông tin cực kỳ quan trọng để định hướng chọn lựa loại phương pháp điều trị phù hợp cho tình trạng u xơ tử cung của từng bệnh nhân và làm giảm tối đa rủi ro cho các bệnh nhân u xơ tử cung trong quá trình tiến hành các thủ thuật và phẫu thuật.